# Jean-François Jolibois
Pour les articles homonymes, voir Jolibois.
Jean-François Jolibois, dit l'abbé Jolibois, né à Voiteur (Jura) le 30 mai 1794 et mort à Trévoux (Ain) le 26 avril 1875,, est un homme d'Église et historien français. Il est l'auteur de plusieurs monographies d'histoire régionale.

## Biographie
Il fit ses études au lycée de Lyon et au collège de l'Argentière. Ordonné prêtre en 1816, il fut nommé professeur de rhétorique au séminaire de Verrières (actuellement dans la commune de Saint-Germain-Laval), puis au petit séminaire de Meximieux, où il eut parmi ses élèves l'abbé Gorini. Il fut vicaire en 1818, curé de Sulignat en 1820, de Cerdon en 1827, et de Trévoux en 1828. Il put consacrer à l'étude, surtout à la géographie et à la statistique, les rares loisirs que lui permettaient ses fonctions.
Chevalier de la Légion d'honneur, membre de la Société d'émulation du Jura et de celle de Trévoux, des Académies de Clermont et de Dijon, de la Société littéraire et de la Société d'agriculture de Lyon, de la Société historique de Chalon-sur-Saône, connaissant l'italien, l'espagnol, l'anglais, l'allemand, le celtique, les langues anciennes, il publia un certain nombre de travaux et avait réuni une bibliothèque de 8 000 volumes qui entra en possession de la maison des Chartreux de Lyon après sa mort.
Il est l'auteur de plusieurs opuscules historiques et géographiques publiés par diverses sociétés savantes. Une rue de Trévoux porte son nom.

## Publications
- Dissertation sur l'histoire du pays des Dombes et de l'arrondissement de Trévoux, au temps des Celtes, sous les Romains, sous les Bourguignons, 1841
- Dissertation sur l'Atlantide, 1843 Texte en ligne
- Dissertation sur la colonie grecque de Lyon. Étymologie des noms de Lugdunum et de Lyon, 1847
- Histoire de la ville et du canton de Trévoux, suivie du Texte des franchises et de l'acte de vente de la ville à la Maison de Bourbon, 1853. Réédition : Trévoux, Éditions de Trévoux, 1981. Texte en ligne 1 2 3
- Dissertation sur les Mediolanum et les Fines des itinéraires et de la carte de Peutinger, 1853 Texte en ligne
- Dissertation sur l'utilité de l'étude des antiquités ecclésiastiques, 1856 Texte en ligne
- Dissertation sur l'importance de l'ancienne colonie de Lugdunum et l'étendue de son territoire, 1858 Texte en ligne
- Dissertation sur les anciens peuples du Mexique, contenu dans De l'Origine des Anciens peuples du Mexique, 1875

## Source biographique
- Travaux de la Société d'émulation du Jura, Lons-le-Saunier, 1844, p. 205-207 Texte en ligne
- Nécrologie de l'Abbé Jean-François Jolibois, Curé de Trévoux (Ain), in La Revue du Lyonnais, série 3, n°19 (1874), p. 442-449 Texte en ligne sur Numelyo